# Pleurospermum handelii
Pleurospermum handelii là một loài thực vật có hoa trong họ Hoa tán. Loài này được H. Wolff ex Hand.-Mazz. miêu tả khoa học đầu tiên năm 1933.